# Thomas F. Bayard
Thomas Francis Bayard (29. oktober 1828 i Wilmington, Delaware, USA – 29. september 1898 i Dedham, Massachusetts) var amerikansk demokratisk politiker og jurist.
Han studerede lov og indledede sin karriere som advokat i Delaware i 1851. Han arbejdede som distriktanklager 1853-1854. Derefter var han advokat i Philadelphia i fire år. Siden vendte han tilbage til faderens advokatfirma i hjembyen Wilmington.

## Senat
Han var medlem af USA's senat for Delaware 1869-1885. 1881 var han senatens president pro tempore i tre dage. Han gjorde tjeneste som USA's udenrigsminister under præsident Grover Cleveland 1885-1889. Under Clevelands anden mandatperiode var han USA's ambassadør i London.

## Begravet
Hans grav findes på kirkegården Old Swedes Cemetery i Wilmington.